# Chionochloa cheesemanii
Chionochloa cheesemanii là một loài thực vật có hoa trong họ Hòa thảo. Loài này được (Hack. ex Cheeseman) Zotov mô tả khoa học đầu tiên năm 1963.